# Saločio ežeras
Saločio ežeras este o arie protejată (arie specială de conservare — SAC, sit de importanță comunitară — SCI) din Lituania întinsă pe o suprafață de 90 ha, integral pe uscat.

## Localizare
Centrul sitului Saločio ežeras este situat la coordonatele 55°11′48″N 26°13′33″E / 55.1967°N 26.2258°E.

## Înființare
Situl Saločio ežeras a fost declarat sit de importanță comunitară în mai 2005 pentru a proteja 2 specii de plante și 6 specii de animale. Situl a fost protejat și ca arie specială de conservare în august 2020.

## Biodiversitate
Situată în ecoregiunea boreală, aria protejată conține 2 habitate naturale: Mlaștini turboase de tranziție și turbării mișcătoare, Mlaștini alcaline.
La baza desemnării sitului se află mai multe specii protejate:
- plante (2): Hamatocaulis vernicosus, moșișoare (Liparis loeselii)
- mamifere (1): vidră de râu (Lutra lutra)
- nevertebrate (5): Dytiscus latissimus, Graphoderus bilineatus, Osmoderma eremita, Vertigo angustior, Vertigo geyeri

Pe lângă speciile protejate, pe teritoriul sitului au mai fost identificate 4 specii de păsări, 1 specie de amfibieni, 1 specie de nevertebrate.